# Okayama International Circuit
Der Okayama International Circuit (1990 als Tanaka International Circuit Aida [TI Aida] gebaut) ist eine private Rennstrecke in Mimasaka in der japanischen Präfektur Okayama. Die Rennstrecke wird im Uhrzeigersinn befahren und ist 12 bis 15 Meter breit.

## Geschichte

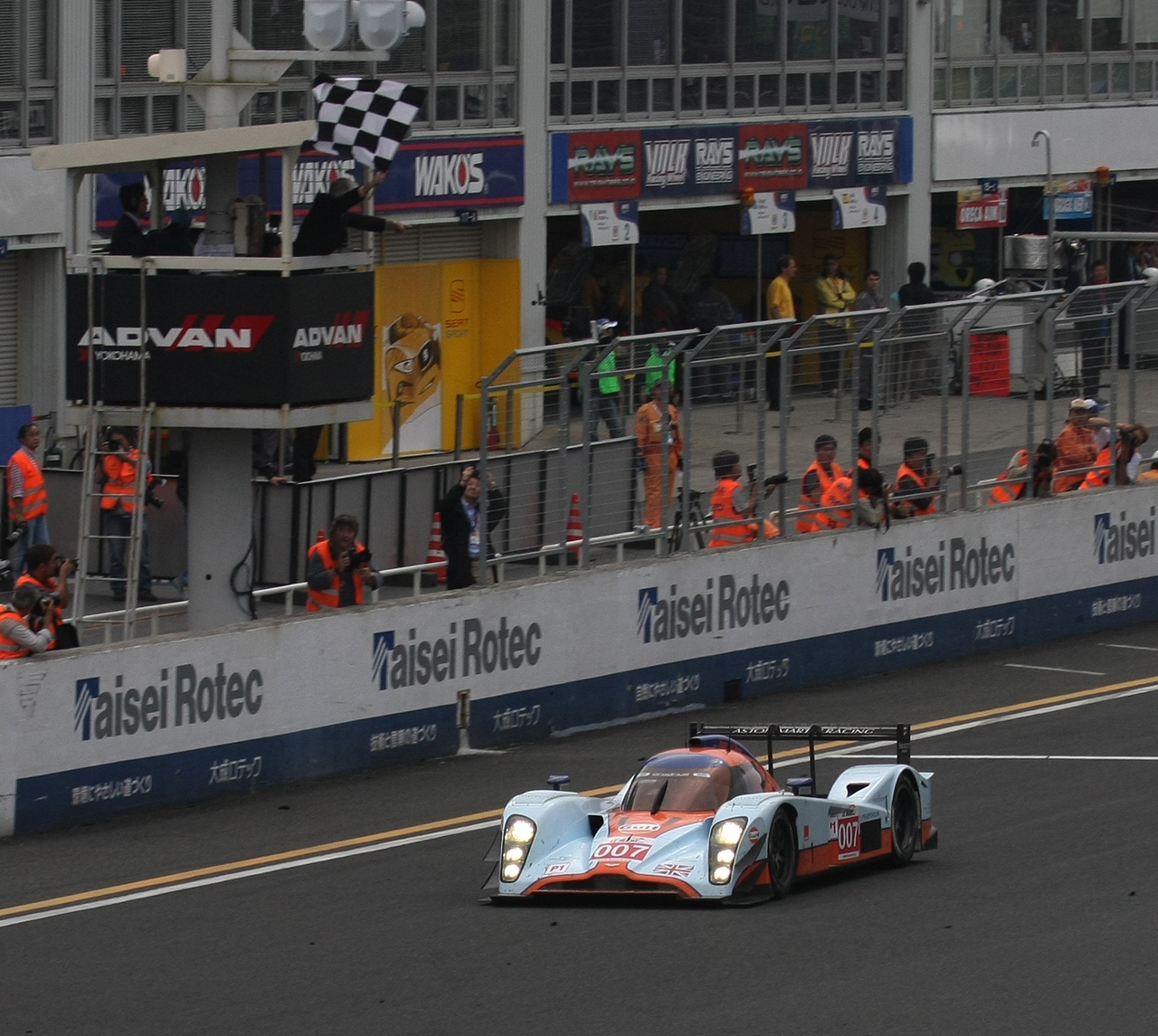
Ein Lola-Aston Martin LMP1 auf der Start- und Zielgeraden während des 1000-km-Rennens von Okayama 2009.

In den Jahren 1994 und 1995 war der TI Aida Austragungsort des Pazifik-Grand-Prix der Formel 1. Beide Rennen gewann Michael Schumacher. Dieses Rennen machte Japan neben Deutschland, Großbritannien, Italien, Frankreich, Spanien und den USA zu einem der sieben Länder, die mehr als ein Rennen pro Jahr ausrichteten.
Im März 2003 wurde der Tanaka International Circuit verkauft und am 1. Mai 2004 in „Okayama International Circuit“ umbenannt. Die Umbenennung erfolgte auch vor dem Hintergrund der Zusammenlegung verschiedener Gemeinden (u. a. Aida) zur Stadt Mimasaka. Zwischen 2008 und 2010 war mit der Tourenwagen-Weltmeisterschaft erstmals seit 1995 wieder ein FIA-Rennen auf dem Okayama International Circuit zu Gast.

## Rennveranstaltungen
Zu den regelmäßigen Veranstaltungen zählt die Super-GT-Meisterschaft sowie die Japanische Formel-3-Meisterschaft, des Weiteren finden hier nationale Club- und Drift-Veranstaltungen sowie Motorradrennen statt.

## Sieger der Formel-1-Rennen in Aida
| Nr. | Jahr | Fahrer             | Konstrukteur | Motor   | Reifen | Zeit          | Runden | Ø-Tempo      | Datum       | GP des  |
| --- | ---- | ------------------ | ------------ | ------- | ------ | ------------- | ------ | ------------ | ----------- | ------- |
| 1   | 1994 | Michael Schumacher | Benetton     | Ford    | G      | 1:46:01,693 h | 83     | 173,925 km/h | 17. April   | Pazifik |
| 2   | 1995 | Michael Schumacher | Benetton     | Renault | G      | 1:48:49,972 h | 83     | 169,443 km/h | 22. Oktober | Pazifik |